# 여행자의 필요
《여행자의 필요》(영어: A Traveler's Needs)는 2024년 개봉한 대한민국의 드라마 영화이다. 홍상수가 감독과 각본을 맡았다. 제74회(2024년) 베를린 국제 영화제 심사위원대상 수상작이자 황금곰상 경쟁후보작이다.

## 출연

### 주연
- 이자벨 위페르 : 이리스 역
- 이혜영 : 원주 역
- 권해효 : 해순 역

### 조연
- 조윤희 : 인국의 어머니 역
- 하성국 : 인국 역
- 김승윤 : 이리스의 첫 과외 학생 역
- 강소이 : 소하[1] 역
- 하진화[2] : 도서관 앞 여성 역

## 기타
- 달시 파켓이 자막 번역을 맡았다. 달시 파켓은 도망친 여자에 출연한 적이 있으며, 소설가의 영화도 번역한 적이 있다.